# Fumiyo Kōno

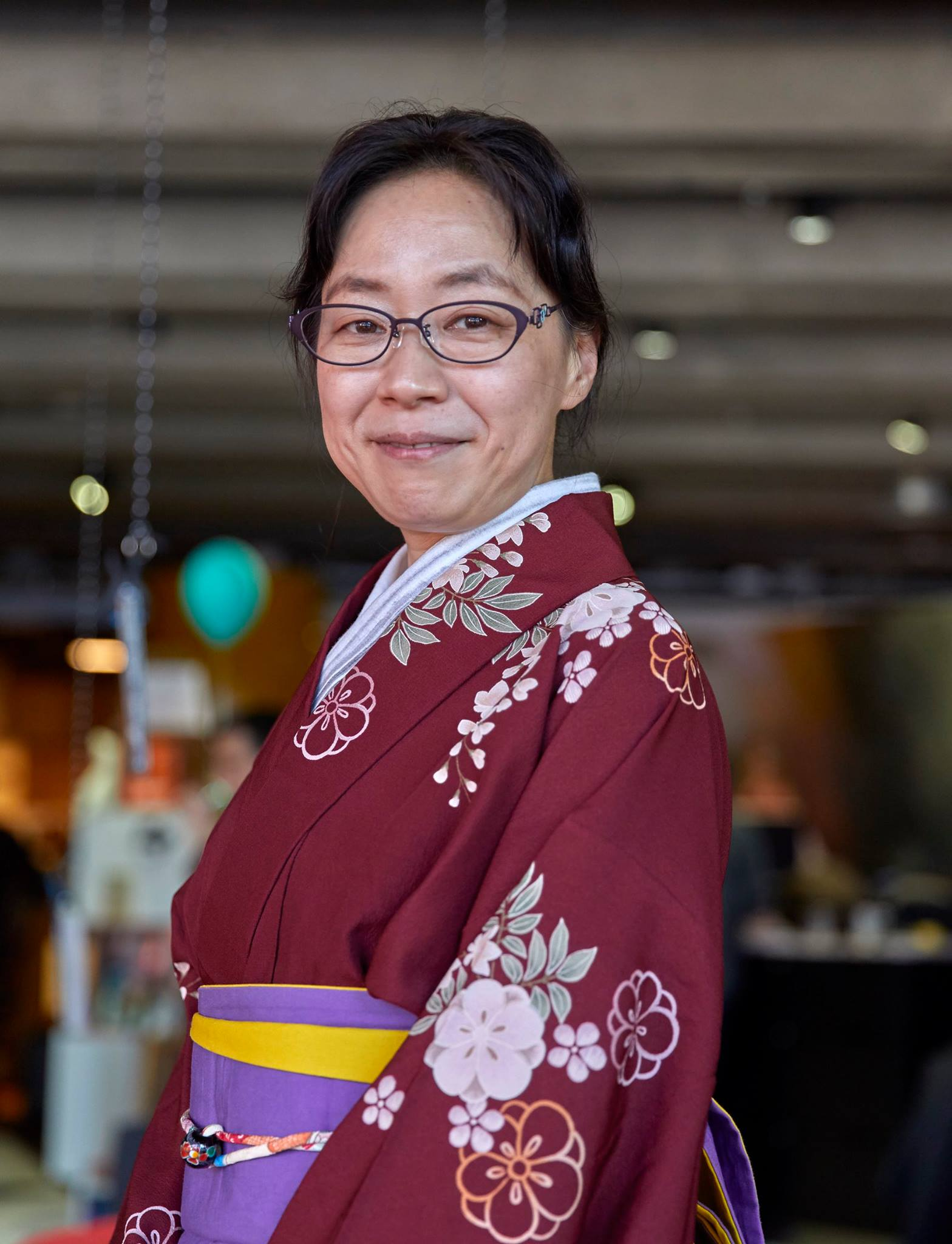
Fumiyo Kōno, 2018

Fumiyo Kōno (jap. こうの 史代 Kōno Fuyumi; * 28. September 1968 in Hiroshima, Präfektur Hiroshima, Japan) ist eine japanische Manga-Zeichnerin. Sie arbeitet auch als Illustratorin von Kinderbüchern und kreiert Amateurcomics (Dōjinshi).

## Biografie
Kōno, die 1968 im Stadtbezirk Nishi der Stadt Hiroshima aufwuchs, begann mit dem Zeichnen von Comics in der Mittelschule. Nachdem sie ihr Studium an der Wissenschaftsfakultät der Universität Hiroshima abgebrochen hatte, ging sie nach Tokio und arbeitet dort als Assistentin für Manga-Zeichner, für Katsuyuki Toda, Aki Morino und Fumiko Tanikawa.
Ihr erstes eigenes Werk als professionelle Zeichnerin veröffentlichte Kōno 1995 mit der Manga-Serie Machikado Hanadayori, an der sie zunächst bis 1996 für ein Schwestermagazin des Manga Action arbeitete. Von 2002 bis 2003 zeichnete sie für das Manga-Magazin Manga Town Original an Machikado Hanadayori weiter. Im März 2007 brachte der Futabasha-Verlag, für den sie hauptsächlich arbeitet, Machikado Hanadayori in Buchform heraus. Von 1997 bis 2004 schuf sie für Manga Town die Yonkoma-Serie Pippira Nōto.
Nach einigen weiteren Werken kam der Durchbruch für die Zeichnerin 2004 mit der Buchveröffentlichung von Yūnagi no Machi, Sakura no Kuni bei Futabasha. Die beiden Kurzgeschichten, aus denen Yūnagi no Machi, Sakura no Kuni besteht, waren zuvor, 2003 und 2004, in Manga Action erschienen, und behandeln nur lose verknüpfte Schicksale zweier Frauen aus Hiroshima. Die erste spielt 1955 und zeigt eine Frau, die den Atombombenabwurf im Jahr 1945 überlebt hat und die Folgen noch schwer spürt. Sie erliegt schließlich ihren ungefährlich geglaubten Verletzungen von damals, nachdem sie sich verliebt hat. Die zweite, längere Kurzgeschichte zeigt eine Jugendliche im Jahr 1987 und erneut, wie die Atombombe das Leben und das Denken der Menschen verändert hat.
Yūnagi no machi, Sakura no kuni wurde in Japan mit Verkaufszahlen von 180.000 zum Bestseller. Der Manga gewann den Großen Manga-Preis auf dem Japan Media Arts Festival 2004 und erhielt 2005 den Osamu-Tezuka-Kulturpreis als Newcomer-Preis. Für den Osamu-Tezuka-Kulturpreis war der Manga auch in der Hauptkategorie nominiert. Yūnagi no Machi, Sakura no Kuni wurde ins Englische und Französische übersetzt. 2007 erschien unter der Regie Kiyoshi Sasabes eine Verfilmung des Comics mit Rena Tanaka und Kumiko Asō in den Hauptrollen.
Von 2004 bis 2006 im Manga Action und danach in zwei Sammelbänden wurde ihre etwa 260 Seiten umfassende Manga-Serie San san roku veröffentlicht. Von 2007 bis 2009 arbeitete Fumiyo Kōno für dasselbe Magazin an Kono Sekai no Katasumi ni, das 2010 für den Osamu-Tezuka-Kulturpreis nominiert wurde und 2016 als In this Corner of the World verfilmt wurde.

## Werke
- Machikado Hanadayori (街角花だより), 1995–1996, 2002–2003
- Pippira Nōto (ぴっぴら帳), 1997–2004
- Kokkosan (こっこさん), 1999–2001
- Nagai Michi (長い道), 2001–2004
- Kappa no Neneko (かっぱのねね子), 2001–2002
- Yūnagi no Machi, Sakura no Kuni (夕凪の街 桜の国), 2003–2004
- San san roku (さんさん録), 2004–2006
- Kono Sekai no Katasumi ni (この世界の片隅に), 2007–2009
- Heibon Kurabu (平凡倶楽部), 2009–2010
- Boorupen Kojiki (ぼおるぺん古事記), 2011–2012
- Ano Toki, Kono Hon (あのとき、この本)
- Hi no Tori (日の鳥), 2012–2016